# Hello (Turn Your Radio On)
" Hello (Turn Your Radio On)" je pjesma američko-britanskog pop dueta Shakespears Sister. U studenom je objavljena je kao treći singl s njihovog drugog studijskog albuma Hormonally Yours u izdanju London Recordsa.

## Glazbeni Video
Glazbeni video je snimljen u crno-bijeloj tehnici. Video je režirala Sophie Muller, koja je i režirala glazbeni video za "Hormonally Yours".

## Popis izdanja i pjesama
Britanski CD 1 singl/europski CD maksi singl
1. "Hello (Turn Your Radio On)" (7" verzija) - (4:24)
2. "Hello (Turn Your Radio On)" (alternativni piano miks) - (4:23)
3. "Goodbye Cruel World" (BTO Remiks) - (7:06)
4. "Stay (André Betts Remiks) - (3:49)

Britanski CD 2 singl
1. "Hello (Turn Your Radio On)" - (4:24)
2. "Black Sky" (Dub Extravaganza Part 2) - (10:39)
3. "Goodbye Cruel World" (BTO Remiks) - (7:06)
4. "Stay (André Betts 12" Remiks) - (4:28)

## Ljestvice
| Chart (2009) | Peak position |
| ------------ | ------------- |
| Nizozemska   | 33            |
| Novi Zeland  | 43            |
| Njemačka     | 12            |
| Švedska      | 20            |
| Švicarska    | 9             |

## Queensberry verzija
Njemačka grupa Queensberry je obradila pjesmu u 2009. godini. Pjesma je najavni i prvi singl njihovog nadolazećeg albuma On My Own. Singl je izašao u prodaju 23. listopada 2009.

## Izdanja i popis pjesama
CD singl
1. "Hello (Turn Your Radio On)" - (3:20)
2. "Welcome To My World" - (3:45)